# Marechal Thaumaturgo
Marechal Thaumaturgo es un municipio de Brasil, situado al sudoeste del estado de Acre. Su población es de 8.482 habitantes y su extensión de 7.744 km² (1,10 h/km²).
Limita al norte con el municipio de Tarauacá, al sur con Perú, al este con el municipio de Jordão y al oeste con el municipio de Porto Walter.